# Oriolus chlorocephalus
Oriolus chlorocephalus (Papa-figos-de-cabeça-verde) é uma espécie de ave da família Oriolidae.
Pode ser encontrada nos seguintes países: Quénia, Malawi, Moçambique e Tanzânia.
Os seus habitats naturais são: florestas secas tropicais ou subtropicais e regiões subtropicais ou tropicais húmidas de alta altitude.